# Manfred Kipp
Manfred Kipp (* 5. Mai 1947) ist ein ehemaliger deutscher Fußballspieler.

## Karriere
Kipp spielte von 1965 bis 1967 beim VfB Hermsdorf im Bezirk Reinickendorf, wo er in der Regionalliga Berlin 24 Tore in 43 Spielen schoss. Der junge Angreifer debütierte am 31. Oktober 1965 beim 3:1-Heimerfolg der Rot-Weißen gegen Lichterfelder SU. Er spielte Mittelstürmer und erzielte zum Einstand ein Tor. In seiner zweiten Saison mit Hermsdorf, 1966/67, erzielte er an der Seite von Mitspielern wie Karl-Heinz Ostrominski, Lutz Szymanski und Erwin Hänsel in 25 Spielen 16 Tore. Mit 20 Jahren wechselte er zur Saison 1967/68 zum SC Wacker 04 Berlin, für den er bis 1971 in 116 Spielen 85 Tore schoss. Mit den Lila-Weißen belegte Kipp zweimal den vierten (1968, 1969) und im dritten Jahr 1970 den fünften Rang, ehe 1970/71 die Vizemeisterschaft und damit der Einzug in die Aufstiegsrunde zur Bundesliga erreicht wurde. Dabei zeichnete er sich Saison 1970/71 im Trikot des SC Wacker 04 Berlin mit 38 Toren als bester Torschütze der Fußball-Regionalliga Berlin aus. Neben dem Torjäger trugen noch wesentlich Torhüter Peter Scholich sowie die Feldspieler Bernd Fetkenheuer, Bernd Sobeck und Reinhardt Lindner zum Erfolg bei. In der Aufstiegsrunde konnte sich Kipp (6-1) mit Wacker 04 gegen die Konkurrenz von Fortuna Düsseldorf, Borussia Neunkirchen, FC St. Pauli und dem 1. FC Nürnberg nicht behaupten. Zur Saison 1971/72 wechselte er zum Bundesligisten Eintracht Braunschweig.
In der Saison 1971/72 war Kipp Ergänzungsspieler im Team von Trainer Otto Knefler, er absolvierte fünf Spiele. An der Stammbesetzung im Eintracht-Angriff mit Klaus Gerwien, Ludwig Bründl und Dietmar Erler kam er nicht vorbei. Sein fünfter und letzter Einsatz in der Bundesliga datiert vom 4. März 1972, als Braunschweig mit 1:3 Toren beim Hamburger SV verlor und er für Bründl eingewechselt wurde. Nach der Saison verließ er die Eintracht und ging wieder in die damals zweitklassige Regionalliga zurück, jetzt aber führte ihn sein Weg in den Südwesten, er schloss sich dem 1. FSV Mainz 05 an.
In der Regionalliga Südwest erzielte Kipp von 1972 bis 1974 für die Elf vom Bruchwegstadion 20 Tore in 47 Spielen. Unter Trainer Bernd Hoss zeichnete sich insbesondere der Dreierangriff mit Herbert Renner (18 Tore), Gerd Klier (19 Tore) und Kipp (17 Tore) in der Saison 1972/73 aus. Aber auch Libero Herbert Scheller und Vorstopper Willi Löhr waren Garanten des Erfolges der Nullfünfer. Mit Mainz wurde er 1973 Südwestmeister. Mainz scheiterte aber in der Aufstiegsrunde zur Fußball-Bundesliga an der Elf von Präsident Hans Löring, SC Fortuna Köln.
1974 wurde er mit dem FSV Mainz 05 Südwestpokalsieger und erreichte in diesem Jahr noch den 5. Tabellenplatz in der Regionalliga Südwest. Zumeist nahm der Neuzugang Erwin Hohenwarter den Platz von Kipp in dieser Runde ein. Sein letztes Regionalligaspiel bestritt er am 28. April 1974 beim 3:2-Auswärtserfolg gegen Südwest Ludwigshafen. Der Offensivspieler absolvierte insgesamt von 1965 bis 1974 in den Regionalligen Berlin und Südwest 206 Spiele, in denen er 129 Tore erzielte. 1974 wechselte er gemeinsam mit Friedhelm Aust in das Amateurlager zu Hassia Bingen, für die er noch bis 1977 spielte, und dabei auch noch mit Gerd Schmidt, Jürgen Janz und Gerd Bold weitere ehemalige Nullfünfer zu seinen Mitspielern zählen konnte.